# Le Chant des Girondins
Le Chant des Girondins (literalmente, "El Canto de los Girondinos"), también conocido como "Choeur des Girondins" y "Mourir pour la patrie", es un himno patriótico considerado como el himno no oficial de Francia durante la Segunda República, abarcando desde 1848 hasta 1852. 
El himno posee varias partes, una extraída de la novela histórica Le Chevalier de Maison Rouge (1846) de Alejandro Dumas, cuya historia gira alrededor de la creación de la Primera República después de la Revolución francesa de 1789. Otra parte, la del estribillo, fue extraída de "Roland à Roncevaux" escrita por el compositor y militar Rouget de Lisle, compositor de La Marsellesa. La música fue a cargo de Alphonse Varney, padre de Louis Varney.

## Letra
1
Par la voix du canon d’alarmes
La France appelle ses enfants,
– Allons dit le soldat, aux armes !
C’est ma mère, je la défends.
Estribillo
Mourir pour la Patrie
Mourir pour la Patrie
C’est le sort le plus beau, le plus digne d’envie
C’est le sort le plus beau, le plus digne d’envie
2
Nous, amis, qui loin des batailles
Succombons dans l’obscurité,
Vouons du moins nos funérailles
A la France, à la liberté.
Estribillo
3
Frères, pour une cause sainte,
Quand chacun de nous est martyr,
Ne proférons pas une plainte,
La France, un jour doit nous bénir.
Estribillo
4
Du Créateur de la nature,
Bénissons encore la bonté,
Nous plaindre serait une injure,
Nous mourons pour la liberté.
Estribillo

## Traducción de la letra
1
```
Por la voz de la pistola de alarma
```

```
Francia llama a sus hijos
,
```

```
“¡Venid, dijo el soldado, a las armas!
```

```
Ella es mi madre, la defiendo.
```

```
Estribillo
```

 Morir por la Patria
```
Morir por la Patria

Este es el destino más hermoso, más envidiable.
```

 Este es el destino más hermoso, más envidiable.
```
2
```

```
Nosotros, amigos, que lejos de las batallas
```

```
Sucumbamos a la oscuridad,
```

```
Al menos queramos nuestro funeral
```

```
A Francia, a la libertad.
```

```
Estribillo
```

```
3
```

```
Hermanos, por una causa santa,
```

```
Cuando cada uno de nosotros es un mártir,
```

```
No lancemos queja,
```

```
Francia, un día debe bendecirnos.
```

```
Estribillo
```

```
4
```

```
Del Creador de la naturaleza,
```

```
bendiga la bondad de nuevo,
```

```
Quejarse sería un insulto,
```

```
Morimos por la libertad.
```